# Leone Strozzi
Pour les autres membres de la famille, voir Famille Strozzi.
Leone Strozzi (18 octobre 1515 - Scarlino 28 juin 1554) est un condottiere italien de la famille florentine des Strozzi.

## Biographie
Fils de Philippe Strozzi le Jeune et de Clarice de Médicis (Maison de Médicis), Leone Strozzi se réfugie en France avec ses frères dont Pierre Strozzi après la défaite de leur père à la bataille de Montemurlo.
Il est reçu de minorité dans l'ordre de Saint-Jean de Jérusalem dès 1530, il devient chevalier de Malte. En 1536, il est nommé commandant des galères de l’Ordre, charge qu'il retrouvera en 1552. Il est ambassadeur de l’Ordre à Constantinople en 1544, puis commandeur de San Jacopo in Campo Corbolini et prieur de Capoue. Il est nommé amiral de la marine de guerre française. Il se distingue dans de nombreuses campagnes lors de la guerre contre l'Espagne et l'Angleterre, en particulier dans les expéditions d'Henri II en Écosse (1548-1549).
Frère de l'Ordre, il ne se marie pas et n'a pas de descendance.
Il meurt lors du siège de Scarlino le 28 juin 1554.